# WVRM
A WVRM (ejtsd: mint a "worm" szót)
 amerikai death metal/grindcore/crust punk zenekar. 2013-ban alakultak meg az észak-karolinai Greenville-ben. 
Diszkográfiájuk négy nagylemezt, egy split lemezt és egy EP-t tartalmaz. Érdekességként megemlítendő, hogy a Burial Chamber Trio nevű doom metal együttes koncertlemeze is a "WVRM" címet viseli. A zenekar nem iratkozott fel egyik lemezkiadóhoz sem.

## Tagjai
- Ian Nix - ének
- Derrick Caperton - gitár
- Dylan Walker - basszusgitár
- Brett Derrapin - dobok

### Korábbi tagok
- Elijah Ackermann - basszusgitár
- Holland Gilstrap - gitár

## Diszkográfia

### Stúdióalbumok
- Despair (2013)
- Where All Light Dies (2014)
- Swarm Sound (2014)
- Heartache (2016)

## Egyéb kiadványok

### EP-k
- S//T (2015)

### Split lemezek
- WVRM / Self-Harm Split (2016)